# Wojna radziecko-japońska

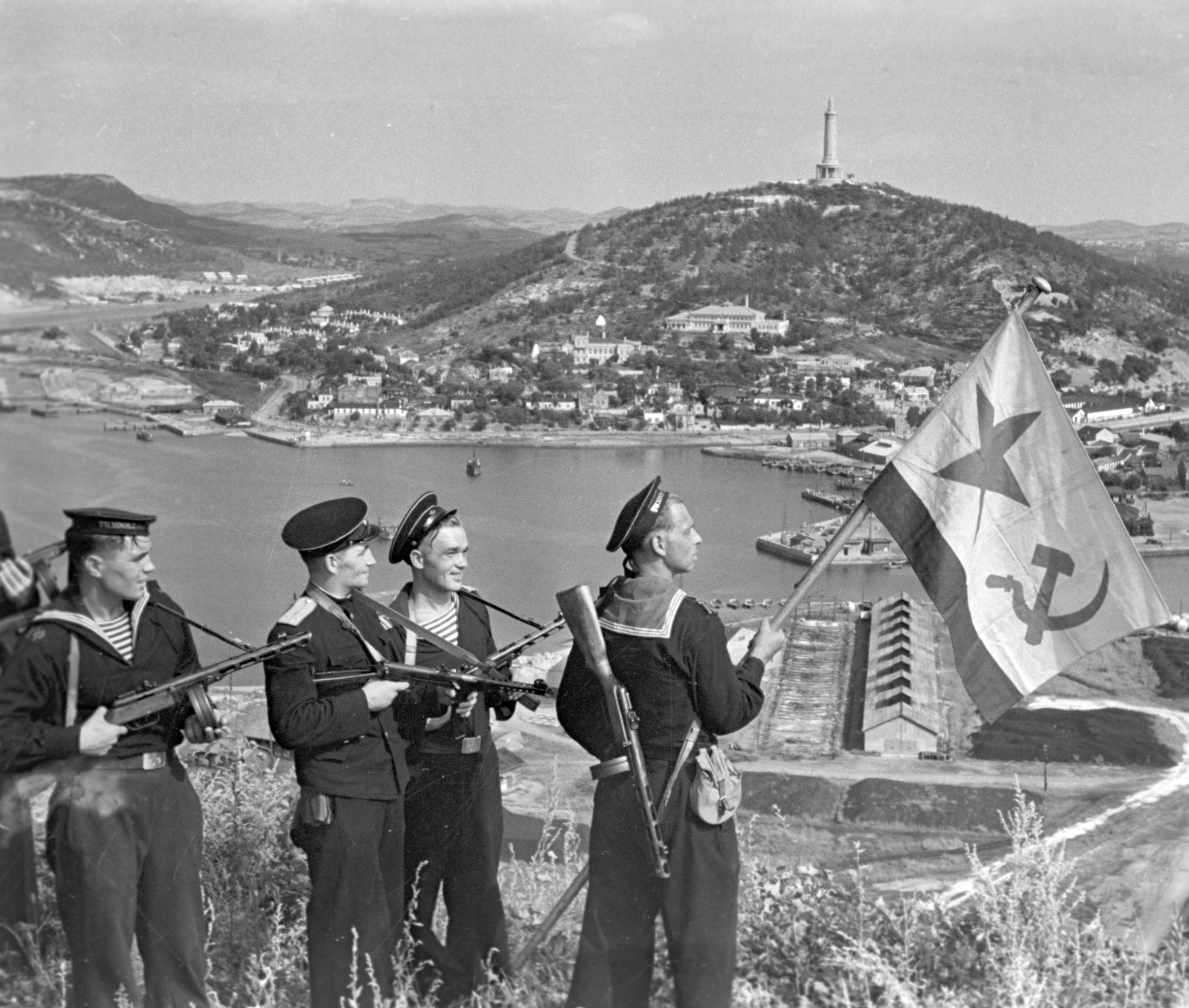
Radzieccy marynarze w Port Artur

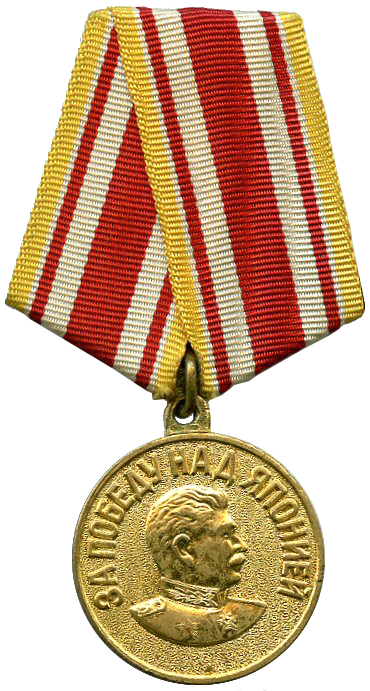
Radziecki Medal „Za zwycięstwo nad Japonią”

Wojna radziecko-japońska (także wojna sowiecko-japońska) − wojna Związku Socjalistycznych Republik Radzieckich z Cesarstwem Wielkiej Japonii wypowiedziana przez ZSRR 9 sierpnia 1945 roku, będąca częścią II wojny światowej. Była prowadzona na terytorium okupowanego przez Japonię Mandżukuo i Korei. Ofensywa Armii Czerwonej przeciw Armii Kwantuńskiej trwała od 9 sierpnia do 19 sierpnia 1945 roku, gdy Japończycy skapitulowali. Działania w południowej części Sachalinu i desant na Kuryle zostały przeprowadzone pomiędzy 11 a 31 sierpnia. 2 września 1945 roku na pokładzie pancernika USS „Missouri” Japonia podpisała akt bezwarunkowej kapitulacji, kończący działania wojenne.

## Kontekst i wybuch wojny
W dniu 13 kwietnia 1941 ZSRR i Japonia podpisały pakt o nieagresji, z ważnością do 13 kwietnia 1946 roku. Po ataku Niemiec na ZSRR 22 czerwca 1941 roku, Japonia zachowała neutralność decydując się na rozpoczęcie wojny z USA, co uchroniło ZSRR przed groźbą wojny na dwa fronty. ZSRR i Japonia były zatem jedynymi sąsiadującymi i należącymi do dwóch wrogich sobie koalicji mocarstwami, które nie prowadziły ze sobą wojny.
Podpisanie w Moskwie przez japońskiego ministra spraw zagranicznych układu o nieagresji z ZSRR było niezwykle korzystne dla Józefa Stalina, gdyż w trakcie wojny z Niemcami mógł ściągnąć z Dalekiego Wschodu wiele dywizji i użyć ich do walk w Europie. Japończycy zaś uzyskali pewność, że w przypadku walk z Amerykanami Armia Czerwona nie zaatakuje z Syberii wojsk japońskich. Japonia i ZSRR dotrzymały paktu. Po uderzeniu Niemiec na ZSRR wywiad radziecki potwierdził, że wojska japońskie nie uderzą na Syberię. Radziecki szpieg Richard Sorge powiadomił, że Japonia przygotowywała się do uderzenia na południe, przeciwko Stanom Zjednoczonym i Wielkiej Brytanii. Japońscy przywódcy postanowili podczas tajnej konferencji w Tokio 2 lipca 1941 nie włączać się do wojny z ZSRR, dopóki nie nastąpi całkowita klęska Armii Czerwonej. W trakcie konferencji teherańskiej w listopadzie 1943 dyplomacja USA przekonała Józefa Stalina aby ZSRR przystąpił do wojny z Japonią po pokonaniu Niemiec, natomiast podczas konferencji jałtańskiej w lutym 1945 zapowiedział udział ZSRR w wojnie z Japonią w ciągu trzech miesięcy od zakończenia wojny w Europie. W zamian miał otrzymać nabytki terytorialne na Dalekim Wschodzie – część Japonii (Wyspy Kurylskie i południowy Sachalin). Mimo zawartego układu o nieagresji z Japonią, przez cały okres II wojny światowej na Dalekim Wschodzie stacjonowało czterdzieści dywizji Armii Czerwonej. 
Wywiad japoński doniósł o transportach ciężkiego sprzętu wojskowego Koleją Transsyberyjską na Daleki Wschód. ZSRR zagroził strategicznym terenom Imperium Japońskiego – Mandżurii i Korei, które stanowiły podstawę japońskiej gospodarki. Wydobywano tam węgiel, rudę żelaza, produkowano elektryczność, stal oraz ponad połowę japońskiego paliwa syntetycznego. Dodatkowo japońskie fabryki, zagrożone amerykańskimi nalotami, zostały przeniesione do Mandżurii. Wybuch wojny jednak całkowicie zaskoczył Japończyków; nie spodziewali się jej w tak krótkim terminie.
27 kwietnia 1945 roku radziecki marszałek Aleksandr Wasilewski rozpoczął opracowywanie planu wojny z Japonią. Do wypowiedzenia wojny Japonii przez Związek Radziecki doszło 8 sierpnia 1945. Tego dnia, o godzinie 17.00 Wiaczesław Mołotow zakomunikował wezwanemu ambasadorowi Japonii, że od dnia następnego oba państwa będą w stanie wojny. Wypowiedzenie wojny spowodowało, że półtora miliona żołnierzy radzieckich uderzyło na japońską Armię Kwantuńską o godzinie 10.00 dnia 9 sierpnia – dokładnie trzy miesiące po kapitulacji Niemiec (9 maja o 9:34 czasu moskiewskiego) oraz trzy dni po amerykańskim ataku atomowym na Hiroszimę (6 sierpnia 1945 roku).

## Operacja kwantuńska
Rozpoczęła się 9 sierpnia 1945 roku, tuż po wypowiedzeniu wojny Japonii przez ZSRR. Ta operacja militarna zaplanowana została przez marszałka Wasilewskiego, a jej celem było wyzwolenie spod okupacji japońskiej Mandżurii i Korei do 38 równoleżnika (24 sierpnia 1945 roku) oraz zajęcie Sachalinu i Kuryli. Ze strony japońskiej działania prowadziła tam Armia Kwantuńska. Po stronie ZSRR działania były organizowane przez wojska Frontu Dalekowschodniego. Część wojsk radzieckich przerzucano na ten odcinek frontu tuż po zdobyciu Berlina. Główną operacyjną jednostką atakującą Armii Czerwonej był Front Zabajkalski, dowodzony przez Rodiona Malinowskiego (wcześniej dowódca II Frontu Ukraińskiego, potem minister obrony ZSRR), atakujący na kierunku Bajkał − Morze Wschodniochińskie. Ofensywa radziecka nie natrafiła na silny opór. Wojska sowieckie pokonały trasę ok. 2000 km oraz góry Wielki Chingan, w ciągu około tygodnia zdobyły Qiqihar. Ciężkie walki rozgorzały pod Mudanjiang, gdzie do walki ruszyli japońscy żołnierze-samobójcy, detonując miny pod radzieckimi wozami bojowymi. 18 sierpnia zdobyty został Harbin. W trakcie desantu radzieckiego w Mukdenie został ujęty przez Armię Czerwoną cesarz Mandżukuo Puyi. Zajęty został również Port Artur, co stanowiło symboliczny rewanż za klęskę Rosji w wojnie z Japonią 40 lat wcześniej. Armia Czerwona zniszczyła równie liczną Armię Kwantuńską, zajmując Mandżurię w zaledwie 12 dni, a posuwając się dalej naprzód wraz z koreańską partyzantką komunistyczną wyzwoliła północną część Korei do 38 równoleżnika zdobywając m.in. Ch’ŏngjin oraz 24 sierpnia Pjongjang. 19 sierpnia Armia Kwantuńska skapitulowała, mimo to niektóre jej oddziały walczyły do końca sierpnia. Ponad pół miliona żołnierzy japońskich dostało się do niewoli radzieckiej.

## Zajęcie Sachalinu i Kuryli
11 sierpnia radziecka 16 Armia rozpoczęła natarcie w południowej należącej do Japonii części Sachalinu, zaś 18 sierpnia wielki desant radziecki wylądował na Kurylach gdzie zdobywały wyspę po wyspie napotykając na silny opór wojsk japońskich. Osiągnięcie ostatecznego celu – zdobycia Kuryli – ogłoszono 31 sierpnia 1945.

## Kapitulacja Japonii i rezultaty wojny
2 września 1945 na pokładzie pancernika „Missouri” w Zatoce Tokijskiej został podpisany akt kapitulacji Japonii. W imieniu ZSRR podpisał go gen. por. Kuźma Dieriewianko.
Rezultaty terytorialne wojny radziecko-japońskiej:
- Cesarstwo Mandżukuo przestało istnieć, zaś Mandżuria powróciła do Chin.
- południowy Sachalin i Wyspy Kurylskie zostały włączone do ZSRR
- w północnej części Korei poddanej administracji radzieckiej powstał w lutym 1948 roku Tymczasowy Rząd Ludowy, zaś we wrześniu 1948 państwo socjalistyczne − KRLD

Pomimo zakończenia działań wojennych traktat pokojowy między ZSRR a Japonią do dziś nie został podpisany, gdyż Japonia domaga się zwrotu Kuryli. Japonia niezmiennie utrzymuje, że są one integralną częścią Japonii (określane jako Terytoria Północne), nielegalnie okupowaną przez Rosję.